# Engin Akyürek
Engin Akyürek (ur. 12 października 1981 w Ankarze) – turecki aktor, grający głównie w serialach telewizyjnych oraz w kilku filmach.

## Życiorys
Engin Akyürek urodził się 12 października 1981 r. w Ankarze w Turcji. Jego ojciec jest urzędnikiem, a matka nie pracuje. Ma młodszego brata. Akyürek jest absolwentem Uniwersytetu w Ankarze (2002), gdzie studiował na wydziale historii. Aktor jest fanem tureckiego zespołu piłkarskiego Beşiktaş JK ze Stambułu i poza grą aktorską, pisze artykuły do magazynu kulturalno-literackiego Kafasina Göre.

## Kariera

### Film i telewizja
W 2004 r., dwa lata po zakończeniu studiów, Engin Akyürek wziął udział w konkursie telewizyjnym Türkiye’nin Yıldızları (Gwiazdy Turcji). Za uzyskanie pierwszego miejsca w tym konkursie, otrzymał rolę drugoplanową w serialu Yabancı Damat (pl. Nieznajomy pan młody) (2004–2007), produkcji Yağmur Taylana i Durul Taylana. Rola Kadira Sadıkoğlu przyniosła mu uznanie i zaowocowała debiutem w filmie Zekiego Demirkubuza Kader (2006). Za rolę Cevata w tym filmie, Engin Akyürek otrzymał nagrodę dla „Najbardziej Obiecującego Aktora” zarówno w 39. edycji Tureckich Nagród Filmowych, jak i nagród ÇASOD (Çağdaş Sinema Oyuncuları Derneği) w 2006 r. Następnie, w latach 2007–2008, grał jedną z głównych ról (jako Nizipli Halim) w serialu telewizyjnym Karayilan, którego akcja rozgrywa się w Gaziantep, podczas okupacji francuskiej. W 2009 Akyürek otrzymał główną rolę w serialu Bir Bulut Olsam (pl. Gdybym był chmurą), napisanym przez Meral Okay, w produkcji Ulaşa Inança, gdzie grał niezrównoważonego psychicznie i zakochanego do szaleństwa Mustafę Buluta. Jednakże największy rozgłos przyniosła mu rola Kerima Ilgaza w Grzechu Fatmagül (Fatmagül'ün Suçu Ne?, 2010–2012), serialu telewizyjnym poruszającym trudny temat gwałtu. Scenariusz Grzechu Fatmagül oparty na książce Vedata Türkali, napisany został przez Ece Yörenç i Melek Gençoğlu, a producentem serialu był Kerem Çatay. Po dwóch latach nieobecności, w 2014 r., Engin Akyürek powrócił na ekrany jako Tekin Bulut w filmie Bi Küçük Eylül Meselesi (pl. Mały wrześniowy problem) w reżyserii Kerema Derena, którego akcja toczy się na wyspie Bozca. W tym samym roku aktor wziął udział w serialu telewizyjnym Kara Para Aşk (pl. Brudne pieniądze i miłość), jako odtwórca jednego z głównych bohaterów – komisarza Ömera Demira. Rola ta przyniosła mu nagrodę dla „Najlepszego aktora na Międzynarodowym Festiwalu w Seulu w 2015 roku”, nagrodę Kryształowej Myszy dla „Najlepszego aktora” podczas gali w 2015 r. oraz nominację do nagrody Emmy w kategorii na „Najlepszego aktora”. W 2017 r. zagrał u boku Fahriye Evcen w trzynastoodcinkowym serialu stacji ATV pt. Ölene kadar (pl. Aż do śmierci) jako główny bohater, Dağhan Soysür. W 2017 r. został (razem z kilkoma innymi aktorami tureckimi) uhonorowany nagrodą „Złotego Motyla” za promocję Turcji dzięki eksportowanym serialom telewizyjnym.

### Teatr
W 2007 roku, Engin Akyürek wziął udział w musicalu, którego producentem był Türker İnanoğlu pt. Romantika Müzikali, w reżyserii Şakira Gürzumara, gdzie odgrywał rolę Ceto, dzielnego chłopaka z sąsiedztwa.

## Filmografia

### Filmy
| Tytuł                                             | Rok  | Rola              | Uwagi |
| ------------------------------------------------- | ---- | ----------------- | --- |
| Kader                                             | 2006 | Cevat             | Turecka Nagroda Filmowa (SIYAD) dla “Najbardziej obiecującego aktora” Nagroda CASOD (Cagdas Sinema Oyuncuları Dernegi) w 2006 dla “Najbardziej Obiecującego aktora” |
| Bi Küçük Eylül Meselesi (Mały wrześniowy problem) | 2014 | Tekin Bulut (Tek) | Film wszedł na ekrany 14 lutego 2014 r. Engin Akyürek gra postać naiwnego, niewinnego mężczyzny, o niezbyt pięknej powierzchowności, za to obdarzonego pięknym wnętrzem. Mieszka samotnie na wyspie, w swoim własnym świecie, który zostaje zburzony, gdy poznaje i zakochuje się w pięknej dziewczynie z miasta, która poświęca mu trochę uwagi. |
| Çocuklar Sana Emanet                              | 2018 | Kerem             | |
| Bir Ask Iki Hayat                                 | 2019 | Umut              | |

### Telewizja
| Tytuł           | Rok       | Rola            | Uwagi |
| --------------- | --------- | --------------- | --- |
| Yabancı Damat   | 2004–2007 | Kadir Sadıkoğlu | Odgrywa rolę cukiernika, pracującego w sklepie z baklawą, prowadzonego przez swojego ojca oraz ojca dziewczyny, Nazlı, z którą jest zaręczony. Mimo że jest ogólnie dobrym chłopakiem, Nazlı nie podoba się jego tradycyjny pogląd na życie i dziewczyna ucieka z domu tuż przed ślubem. Natrafia przypadkiem na bogatego Greka, Nikosa, w którym się zakochuje z wzajemnością. Kadir próbuje ją odzyskać, co doprowadza do wielu zabawnych sytuacji. |
| Karayılan       | 2007–2008 | Nizipli Halim   | Gra rolę czystego, niewinnego, lojalnego, a jednocześnie zabawnego i twardego bohatera walczącego o wyzwolenie miasta Gaziantep spod okupacji francuskiej, podczas tureckiej wojny o niepodległość. |
| Bir Bulut Olsam | 2008–2009 | Mustafa Bulut   | Gra rolę epileptyka, szaleńczo zakochanego w swojej kuzynce, Narin, którą poślubia siłą, i na której mści się za nieodwzajemnione uczucie. Choć nie jest złym człowiekiem z natury, brak miłości ze strony Narin sprawia, że wpada w szał i staje się niezrównoważony psychicznie, krzywdząc siebie bardziej niż tych, których chciałby skrzywdzić. |
| Grzech Fatmagül | 2010–2012 | Kerim Ilgaz     | Rola, która przyniosła mu jak na razie największy rozgłos. Gra chłopaka zmuszonego do poślubienia dziewczyny, która stała się ofiarą gwałtu dokonanego przez jego przyjaciół w jego obecności. Bohater zakochuje się w dziewczynie i chroni ją przed swoimi byłymi przyjaciółmi, stając się jej oparciem w walce o sprawiedliwość. Jednocześnie walczy ze swoimi wyrzutami sumienia, wierząc, początkowo, że sam również brał udział w gwałcie, oraz że nie zrobił nic, by obronić dziewczynę. |
| Kara Para Aşk   | 2014–2015 | Ömer Demir      | Gra pewnego siebie, przystojnego i rycerskiego oficera policji. Jego narzeczona zostaje zamordowana niedługo przed planowanym ślubem i bohater obiecuje sobie, że nie spocznie dopóki nie znajdzie jej zabójcy. Los sprawia, że spotyka Elif, córkę bogatego przedsiębiorcy, który również został zamordowany i znaleziony w tym samym samochodzie, co narzeczona Ömera. Dwójka bohaterów powoli odkrywa prawdę dotyczącą okoliczności śmierci ich bliskich, a jednocześnie zbliżają się do siebie pomimo wielu różnic w poglądach na życie, czy statusie społecznym. Ömer pochodzi z biednej rodziny, ale pokrywa brak statusu społecznego sukcesami jako oficer śledczy oraz dowcipem, inteligencją i spostrzegawczością. Początkowo denerwuje Elif, ale wkrótce ulega ona jego urokowi. Sam Ömer początkowo także walczy z potęgującym się uczuciem do Elif, a jednocześnie wyrzutami sumienia, że zdradza w ten sposób pamięć swojej zmarłej narzeczonej. Autorki scenariusza wyznały, że pisały postać Ömera, mając Engina Akyürka na myśli. Polskich widzów może zainteresować fakt, że w 12 odcinku, bohaterowie udają się na wycieczkę do Polonezköy, znanej jako Adampol, czyli polskiej wsi pod Stambułem i podają historię tego miejsca. |
| Ölene kadar     | 2017      | Dağhan Soysür   | Wciela się tu w postać biednego studenta medycyny zakochanego w bogatej dziewczynie, Beril. Para spodziewa się dziecka. W związku z tym Dağhan i Beril planują wziąć ślub, któremu przeciwstawia się ojciec przyszłej panny młodej. Zwracają się o pomoc do rodziców Dağhana. W dniu ślubu zostaje zastrzelony ojciec Beril. Za zabójstwo niedoszłego teścia Dağhan zostaje niesłusznie skazany na karę dożywocia. Po 11 latach odsiadki z więzienia wyciąga go pewna pani adwokat w przeszłości powiązana z tajemniczą sprawą. |
| Sefirin Kızı    | 2019-2020 | Sancar Efeoğlu  | |

### Teatr
| Tytuł              | Rok  | Rola | Uwagi |
| ------------------ | ---- | ---- | ----- |
| Romantika Müzikali | 2007 | Ceto |       |

### Nagrody
| Tytuł           | Rok           | Rola  | Nagrody |
| --------------- | ------------- | ----- | --- |
| Kader           | 2006          | Cevat | Turecka Nagroda Filmowa (SIYAD) dla “Najbardziej obiecującego aktora”                                                                                                 |
| Kader           | 2006          | Cevat | Nagroda ÇASOD (Çağdaş Sinema Oyuncuları Derneği) w 2006 dla “Najbardziej obiecującego aktora”                                                                         |
| Grzech Fatmagül | 2011          | Kerim | Nagroda dla „Najlepszego aktora do reprezentowania Turcji w Hollywood” Ucankus Ucankus Türkiye’yi Hollywood’da En İyi Temsil Edebilecek Oyuncu (Viewer Surveys/Polls) |
| Grzech Fatmagül | maj 2011      | Kerim | „Najlepsza telewizyjna rola męska” Televizyondizisi En İyi Erkek Oyuncu (Viewer Surveys/Polls)                                                                        |
| Grzech Fatmagül | wrzesień 2011 | Kerim | „Najbardziej przystojny aktor poniżej 30-stki” Ayakligazete Ayaklıgazete 30 Yasın Altındaki En Yakısıklı Oyuncu (Viewer Surveys/Polls)                                |
| Grzech Fatmagül | czerwiec 2011 | Kerim | „Najbardziej przystojny aktor” Habershow Habershow Dizilerin En Yakısıklısı (Viewer Surveys/Polls)                                                                    |
| Grzech Fatmagül | czerwiec 2011 | Kerim | „Najlepszy aktor” Dizifilmbook (FGSN First Season) Dizifilmbook FSN 1.sezon En İyi Oyuncusu (Viewer Surveys/Polls)                                                    |
| Grzech Fatmagül | marzec 2012   | Kerim | „Najlepszy aktor w serialach telewizyjnych 2011 roku” Has Awards, Kadir Has Universitesi „2011 En Has Erkek Dizi Oyuncusu” (Viewer Surveys/Polls)                     |
| Grzech Fatmagül | maj 2012      | Kerim | „Najlepszy aktor dramatyczny w 2011 r.” Ayakligazete, Ayakligazete „2011 En İyi Drama Erkek Oyuncusu” (Viewer Surveys/Polls)                                          |
| Kara Para Aşk   | maj 2014      | Ömer  | nagroda dla „Najlepszego aktora” w sondażu zorganizowanym przez www.televizyondizisi.com awards                                                                       |
| Kara Para Aşk   | grudzień 2014 | Ömer  | „Najlepszy aktor w 2014 Drama Dalında En İyi Erkek Oyuncu RaniniTv’den 2014 Yılının En İyileri Listesi raninitv 25 Aralık 2014”                                       |
| Kara Para Aşk   | kwiecień 2015 | Ömer  | Nagroda Stars of the Export in Electrical Electronics and Service Exporters Association Cultural Service                                                              |
| Kara Para Aşk   | maj 2015      | Ömer  | Nagroda w kategorii „Najlepszy aktor roku” na festiwalu Marconi Odülleri, organizowanym przez wydział radia i telewizji Uniwersytetu w Bursie                         |
| Kara Para Aşk   | 2015          | Ömer  | Nagroda dla najlepszego aktora na podstawie sondażu organizowanego przez www.televizyondizisi.com.awards                                                              |
| Kara Para Aşk   | 2015          | Ömer  | Nagroda w kategorii na najlepszego aktora na międzynarodowym Festiwalu w Seulu w 2015 r                                                                               |
| Kara Para Aşk   | 2015          | Ömer  | Nominacja do nagrody Złotego Motyla (Altın Kelebek) w 2015 r. |
| Kara Para Aşk   | 2015          | Ömer  | Nominacja do międzynarodowej nagrody Emmy w kategorii na najlepszego aktora w 2015                                                                                    |
| Kara Para Aşk   | 2015          | Ömer  | Nagroda dla najlepszego aktora w 4 Kristal Fare Ödülleri (Nagrody Kryształowej Myszy) organizowanym przez magazyn internetowy medyafaresi.com                         |